# Букша, Ион
Ион Букша (молд. Ion Bucșa; род. 28 февраля 1968, Котовск) — молдавский биатлонист, лыжник и тренер по теннису. Участник зимних Олимпийских игр 1998 и 2002 годов.

## Биография
Ион Букша родился 28 февраля 1968 года в городе Котовск Молдавской ССР (сейчас Хынчешты в Молдавии).
Выступал в соревнованиях по биатлону и лыжным гонкам за кишинёвский ЦСКА.
В 1998 году вошёл в состав сборной Молдавии на зимних Олимпийских играх в Нагано. В биатлоне в спринте на 10 км занял последнее, 71-е место, показав результат 36 минут 33,8 секунды и уступив 9 минут 17,6 секунды завоевавшему золото Уле-Эйнару Бьёрндалену из Норвегии. На дистанции 20 км занял 70-е место с результатом 1 час 11 минут 27,5 секунды и уступил 15 минут 11,1 секунды победителю Халвару Ханевольду из Норвегии. Был знаменосцем сборной Молдавии на церемонии открытия Олимпиады.
В 2002 году вошёл в состав сборной Молдавии на зимних Олимпийских играх в Солт-Лейк-Сити. В лыжных гонках на дистанции 30 км занял 67-е место с результатом 1:32.48,9, уступив 21 минуту 17,9 секунды победителю Кристиану Хоффману из Австрии. Был знаменосцем сборной Молдавии на церемонии открытия Олимпиады.
В 2015 году вместе с семьёй перебрался на постоянное место жительства в Испанию.

## Семья
Дочь — Кристина Букша (род. 1998), испанская теннисистка. Тренируется под началом отца.